# 로렌츠 국립공원

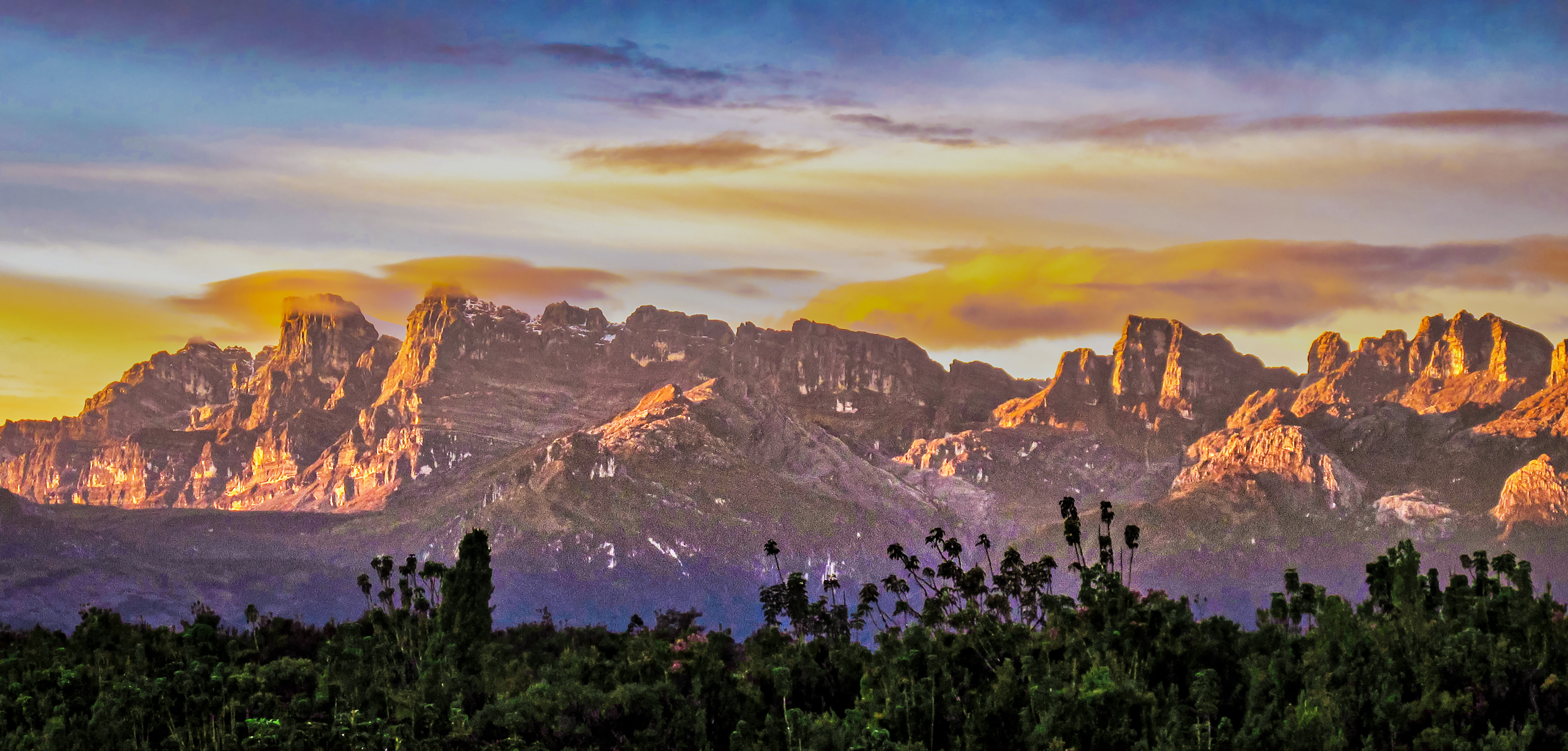

로렌츠 국립공원(인도네시아어: Taman Nasional Lorentz)은 인도네시아령 서뉴기니 남서부에 위치한 국립공원으로, 면적은 25,056km2이다. 1999년 UNESCO에 의해 세계유산으로 지정되었다.